# Benjamín Rollheiser
Benjamín Rollheiser (Coronel Suárez, 24 marzo 2000) è un calciatore argentino, attaccante del Santos.

## Caratteristiche tecniche
Ala sinistra abile nel dribbling e nell'uno contro uno, può essere impiegato anche nella fascia opposta. Bravo nello svariare su tutto il fronte offensivo, grazie la baricentro basso riesce a districarsi bene negli spazi stretti. Viene paragonato al Pity Martínez.

## Carriera

### Club
Inizia la sua carriera nel settore giovanile dell'Estudiantes (LP) per poi passare nel 2011 al Deportivo Sarmiento, con cui debutta nel Torneo Argentino C all'età di 14 anni.
Nel 2014 passa al River Plate, dove milita nelle giovanili fino al 2019 quando viene aggregato alla prima squadra. Fa il suo debutto fra i professionisti il 17 luglio 2019 in occasione dell'incontro di Copa Argentina vinto ai rigori contro il Gimnasia (LP).
Il 25 gennaio 2022 viene acquistato dall'Estudiantes (LP).
Il 20 gennaio 2024 viene ceduto in prestito con obbligo di riscatto al Benfica.

### Nazionale
Ha giocato nella nazionale argentina Under-17.

## Statistiche
Statistiche aggiornate al 18 agosto 2019.

### Presenze e reti nei club
| Stagione        | Squadra         | Campionato      | Campionato | Campionato | Coppe nazionali | Coppe nazionali | Coppe nazionali | Coppe continentali | Coppe continentali | Coppe continentali | Altre coppe | Altre coppe | Altre coppe | Totale | Totale | Totale |
| Stagione        | Squadra         | Comp            | Pres       | Reti       | Comp            | Pres            | Reti            | Comp               | Pres               | Reti               | Comp        | Pres        | Reti        | Pres   | Reti   |        |
| --------------- | --------------- | --------------- | ---------- | ---------- | --------------- | --------------- | --------------- | ------------------ | ------------------ | ------------------ | ----------- | ----------- | ----------- | ------ | ------ | ------ |
| 2019-2020       | River Plate     | PD              | 3          | 0          | CA+CdL          | 1+0             | 0               | CL                 | 0                  | 0                  |             | -           | -           | 4      | 0      |        |
| Totale carriera | Totale carriera | Totale carriera | 3          | 0          |                 | 1               | 0               |                    | 0                  | 0                  |             | -           | -           | 4      | 0      |        |

## Palmarès

### Club

#### Competizioni nazionali
- Copa Argentina: 2

River Plate: 2018-2019
Estudiantes (LP): 2023
- Campionato argentino: 1

River Plate: 2021
- Trofeo de Campeones de la Liga Profesional: 1

River Plate: 2021
- Coppa di Lega portoghese: 1

Benfica: 2024-2025